# 马可尼桥
马可尼桥（Ponte Guglielmo Marconi，Ponte Marconi）是意大利罗马的一座桥梁，连接奥古斯托·里吉广场与爱迪生广场，跨Ostiense和Portuense两区。
该桥建于1937年至1955年之间，施工因为第二次世界大战被打断，于1953年重新开始。该桥和通过该桥的马可尼街都是以古列尔莫·马可尼命名。它是罗马最长的桥，长约235米。它有六个桥拱，宽约31米。